# Aa-park
Het Aa-park is een park in de stad Zwolle. Het is gelegen in de wijk Aa-landen en is vernoemd naar de rivier de Aa, de oude Westerveldse Aa, die door het park heen loopt. Bij het park hoort de recreatieplas Wijde Aa.
Het park ligt midden in de wijk de Aa-landen, wat zorgt voor een groene wijk. Het park wordt gezien als een overgang tussen stad en platteland. Het heeft afwisselend begroeiing en open grasvelden, wat zorgt voor een mooi zicht op de Aa. Het park is 24,1 ha groot en langgerekt langs de rivier gelegen.

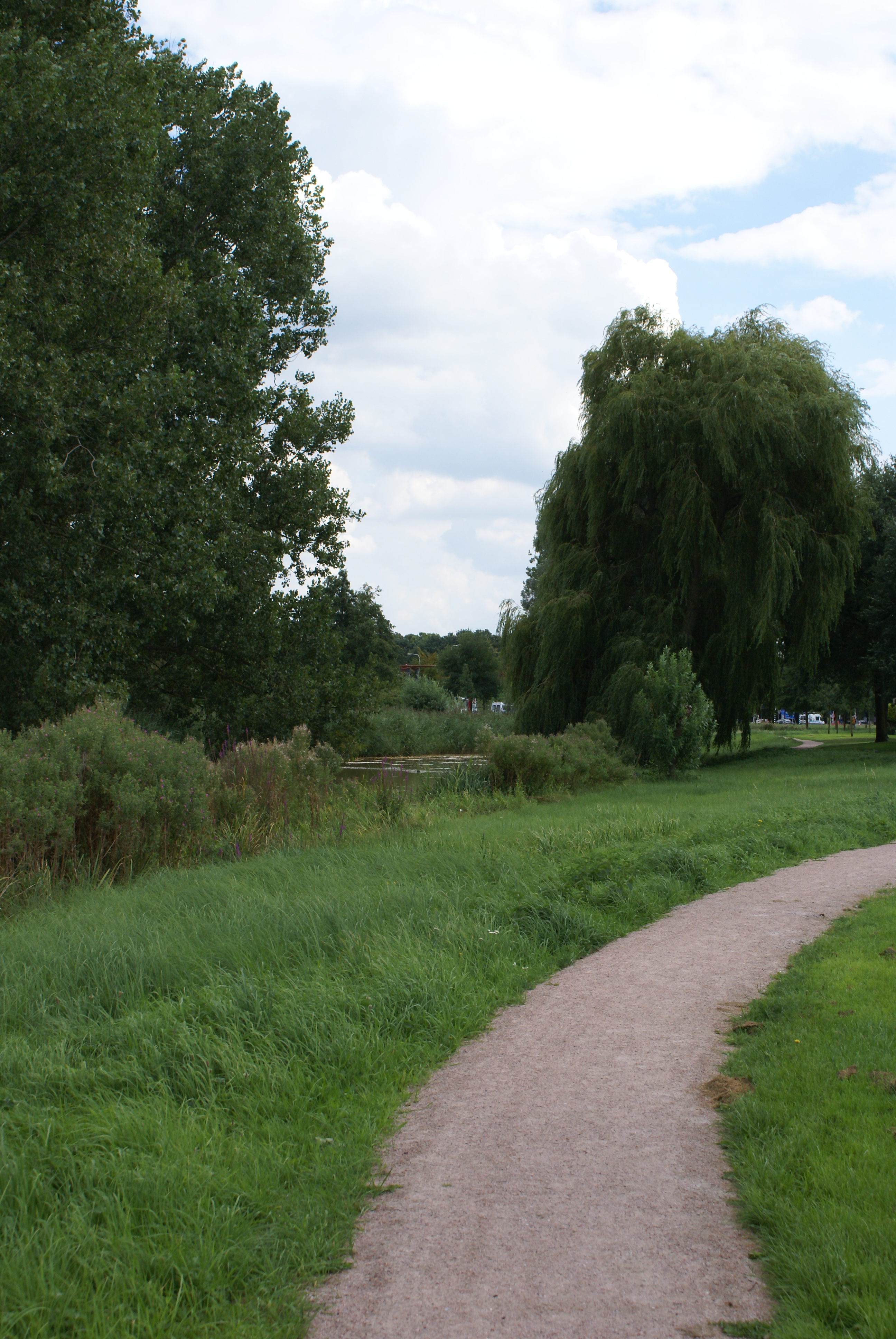